# 浙江咨议局
浙江咨议局是1909年至1911年间在浙江省设立的咨议局。

## 历史
1907年，清政府预备立宪，决定于各省设立咨议局。次年，在杭州成立了浙江省咨议局筹办处。1909年9月14日，浙江咨议局正式宣告成立。1909年至1911年间，咨议局召开了三届年会。辛亥革命爆发后，浙江咨议局撤销，后改为浙江省临时议会。

## 议员
浙江咨议局议员共计118人：
- 议长：陈黻宸
- 副议长：陈时夏、沈钧儒
- 议员：梁有立、范耀文、洪锡承、王渡、章毓才、吴锡璋、姚祖范、汪秉豪、盛如彭、潘振麟、潘秉文、陈敬第、劭羲、张宣藻、骆恒、张纲、墨尔根图、熊文、裕祥、朱其镇、张棣、褚辅成、杨文焘、周斌、陶葆霖、劳䌹章、莫如滋、蔡焕文、蔡豪、徐含章、韩国籓、潘澄鉴、章毓麟、张善裕、杨山立、俞宗濂、顾荣第、萧鉴、王序宾、余镜清、沈椿年、丁中立、王世钊、王予衮、顾清廉、柳在洲、张传保、陈训正、谢元寿、王家襄、韩泽、楼守光、赵镜年、高金培、陈冀亮、王泽灏、王佐、黄赞羲、金葆穉、卢观涛、张其光、杜子楙、王世裕、钱允康、罗赓良、蔡裔麟、何奏簧、郑际平、周钟俊、金尚铣、黄崇威、阮维崧、陈树钧、周祥麟、谢钟瑞、狄翟、王应奎、张乃明、金秉理、管穰、蔡汝霖、傅典修、黄志璠、张若骝、张时星、汪时亨、应贻诰、宋吉成、祝绍政、陈士干、郑永禧、涂山、聂日培、詹熙、张芬、叶诰书、徐秉谦、王秉融、罗灿麟、汪光典、毕锦元、徐象严、王理孚、黄式苏、黄炎、沈国琛、郑希樵、吕朝阳、连正钊、刘耀东、项湘藻、王廷扬、阮性存、谭献、朱宝进